# レゴ・パーク地区
レゴ・パーク地区（レゴ・パークちく、英語: Rego Park）は、ニューヨーク市クイーンズ区にある街。クイーンズ・ブールバードの南側は治安が良い住宅街である。地下鉄の急行停車駅がないのが不便であるが人気のある地区である。自然環境が良く蛍を目にすることができる。中国人とユダヤ人が比較的多い。